# De planctu naturae
Il De planctu naturae è un'opera di Alano di Lilla. Prosimetro sul modello del De consolatione philosophiae di Severino Boezio in cui spicca la figura di Natura.

## Modelli
Oltre al De consolatione philosophiae, un altro modello è il Megacosmo e microcosmo di Bernardo Silvestre.

## Struttura
Il De planctu spicca per le sproporzioni interne: la prima delle tre parti comprende i due terzi dell’opera. La prima parte si apre con l’apparizione di Natura; nella seconda parte Natura dialoga con Alano su tutte le trasgressioni morali; alla fine, Alano si risveglia dal sogno.

## Contenuto
Opera cosmologica di Alano in cui la Natura piange perché l'uomo, a causa dei suoi vizi, non può adempiere al compito assegnatogli da Dio, cioè quello di creare l’armonia del corpo, che il superiore intervento divino doterà di anima. Alla fine si trasforma in un violento attacco all'omosessualità, considerata il peccato più grave e disarmonico dell’uomo.
Spicca la figura di Natura, che nel poema assume i tratti personificati di una figura materna e divina, e funge da mediatrice tra la perfezione delle idee celesti e la loro fluida realizzazione nel mondo terreno. La Natura appare nella sua funzione cosmica: assicura l’armonia universale, garantisce la continuità della creazione e regola il corso della generazione riproducendo gli archetipi eterni.

## Fortuna
Si ritiene che l'opera non abbia avuto immediata fortuna: G. Raynaud de Lage menziona 111 testimoni del De planctu, dei quali però solo 6 attribuiti al XIII sec., inoltre il De planctu non è mai citato dagli autori posteriori ad Alano, mentre molto citato è l'Anticlaudianus. Tuttavia, dal De planctu attingerà largamente Jean de Meung per la sua stesura del Roman de la Rose.

### Edizioni
- G. Giuliani, De planctu naturae - Il lamento della natura, ikonaLíber, Roma 2014 (edizione e traduzione)
- N. M. Häring, Alain de Lille: De planctu Naturae, in “Studi Medievali” 19, 1978, pp.797–879
- F. Hudry, La plainte de la nature, Paris 2013
- J. B. Kohler, Die Klage der Natur, Munster 2013
- Patrologia Latina 210, De planctu naturae, pp.430-482

### Traduzioni
- G. C. Garfagnini, Liber de planctu naturae, in Cosmologie medievali, Torino 1986 (estratto)
- Douglas M. Moffat, The complaint of nature, in “Yale studies in English” 36, 1908. Consultabile online su  (fordham.edu)
- James J. Sheridan, The Plaint of Nature, Pontifical Institute of Mediaeval Studies, Toronto, 1980

### Studi
- Álvarez Gómez Ángel, Un naturalismo medieval: «De planctu naturae», in “Ciudad (La) de Dios” 206, 1993, pp.111-151
- B.H. Green, A. of Lille's De planctu Naturae, in "Speculum" 31, 1956, pp.649-674
- N.M. Haring, Alan of Lille, ‘De planctu Naturae’, in “Citeaux” 29, 1978, pp.93-115
- C. Vasoli, Le idee filosofiche di Alano di Lilla nel De planctu e nell'Anticlaudianus, in “Giornale Critico Della Filosofia Italiana” 15, 1961, p.462
- Wetherbee, Winthrop. Alan of Lille, De planctu Naturae: The Fall of Nature and the Survival of Poetry, in “The Journal of Medieval Latin” 21, 2011, pp.223–51
- J. Ziolkowski, Alan of Lille’s Grammar of Sex. The Meaning of Grammar to a twelfth-century intellectual, in "Speculum", Cambridge, 1985